# Saisons amateur du Racing Club de Strasbourg
Cette page détaille les saisons du Racing Club de Strasbourg sous le statut amateur.
Il y a quatre périodes distinctes durant lesquelles ce club alsacien basé à Strasbourg a évolué avec ce statut. Premièrement, la période 1906-1914, où le club évoluait dans les divisions allemandes amateurs sous le nom de FC Neudorf, puis la période 1919-1933, où le club évolue en Championnat d'Alsace de football. Il réalise souvent de bons parcours et remporte trois fois le titre. En 1933, le club devient professionnel pour la première fois de son histoire. La troisième période est celle de 1939-1944 où les affres de la guerre l'obligent à reprendre le statut amateur et à évoluer en Gauliga Elsass, une division allemande mise en place par les nazis. Le club retrouve le statut amateur en 2011 et évolue pour la première saison en CFA 2.
Le championnat dans lequel le Racing Club de Strasbourg a le plus souvent évolué durant l'ensemble de ces quatre périodes d'amateurisme est le Championnat de Division d'Honneur Alsace, dans lequel il évolue durant quatorze saisons. Vient ensuite le championnat de Gauliga Elsass, où il a évolué durant quatre saisons. On notera également qu'il ne s'agit pas de la seule compétition allemande que le club ait disputé, dans la mesure où il a participé cinq fois au Süddeutscher Fußball-Vereine dont trois fois au SFV C et deux fois au SFV B. Il a remporté un titre dans chacun de ces trois championnats allemands. On notera également la présence au palmarès du club alsacien un championnat de Dordogne de football, joué en 1939-1940 alors que l'Alsace avait été évacuée vers le Sud-Ouest en raison de la guerre.

## Période 1906-1914
On ne sait que peu de choses sur les premières saisons du FC Neudorf futur Racing Club de Strasbourg.
De 1906 à 1909, il ne dispute que des matches amicaux. Le premier match amical du est organisé contre le FC Germania, club voisin du quartier de Schluthfeld qui possède son propre terrain de football. À l'occasion de cette rencontre les jeunes de Neudorf, habitués à la rue d’Erstein et à des petits buts, jouent pour la première fois sur un terrain de taille règlementaire avec des buts de 7,32 mètres de largeur. Le FC Germania domine outrageusement les débats et le premier match se solde par une cuisante défaite, le FC Neudorf abandonnant à la mi-temps sur le score de 7 buts à 0 sans jamais avoir réussi à passer la ligne médiane. Leur deuxième match, quinze jours plus tard contre la même équipe, se termine par une défaite plus honorable sur le score cette fois de 2-0.
Après la création de l'équipe de football en 1906, le club enchaîne ses premiers matchs amicaux et les « défaites succèdent aux défaites ». Les membres de l'équipe, conscients d'être inexpérimentés, font appel à des personnes extérieures.
Le club évolue à partir de 1909 en SFV C puis B.

## Période 1919-1933

### Saison 1919-1920

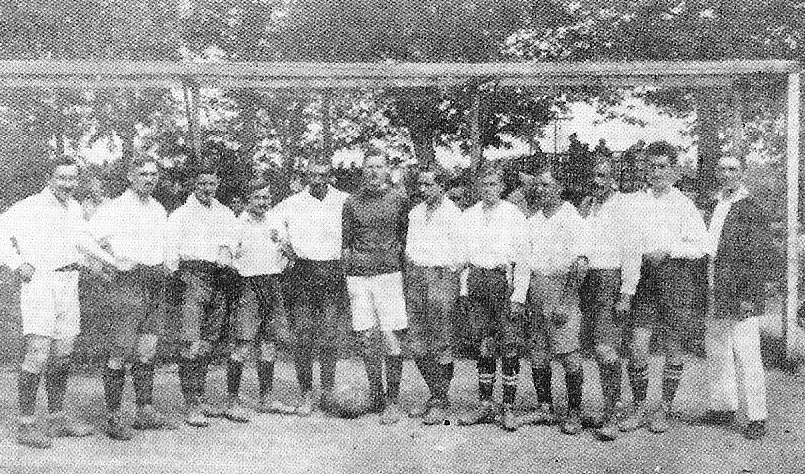
L'équipe première en 1919

En décembre 1918, les anciens du FC Neudorf, pour la plupart de retour du front, se retrouvent pour continuer l'aventure de leur club de football. Ils élisent à nouveau en janvier 1919 un comité du club, élection durant laquelle seuls les porteurs d'un passeport A ou B, non Allemands, peuvent postuler.
C'est à cette période que le club change de nom et devient le Racing Club de Strasbourg, en référence au Racing Club de Paris, considéré alors comme « le plus prestigieux club de France ». C'est également lors de cette saison que le club évolue pour la première fois au Jardin Haemmerlé, futur Stade de la Meinau.
Sur les quatorze matchs joués dans le groupe Bas-Rhin de la Ligue d'Alsace de football, le club en gagne 4, en perd 8, et partage les points à deux reprises.
Le gardien de but de l'équipe est Paul Meyer, qui restera à ce poste jusqu'en 1925.

### Saison 1920-1921
Cette saison est la deuxième que le club dispute en Championnat d'Alsace de football, dont ils finiront à la cinquième place, c'est-à-dire avant-derniers de ce championnat composé de six équipes. Sur les dix rencontres de championnat, le Racing en gagne 3, en perd six, et partage les points une seule fois. Il a un total de sept points, et est à égalité avec le FC Bischwiller.
Le Racing participe pour la première fois à la Coupe de France de football lors de l'exercice 1920-1921. Il atteint les trente-deuxièmes de finale, où il est éliminé par deux buts à zéro par l'AS Française.

### Saison 1921-1922
Cette saison est la troisième que le club dispute en Championnat d'Alsace de football, dont ils finiront à la sixième place, de ce championnat de huit équipes. Sur les quatorze rencontres de championnat, le Racing en gagne cinq, en perd sept, et partage les points à deux reprises. Il a un total de douze points, et est à trois points du cinquième, le FC Bischwiller, mais à huit points du septième, le FC 1906 Strasbourg. La saison commence d'une manière assez décevante par une quatre défaites contre le FC Mulhouse, le SC Sélestat, le FC Bischwiller, et le voisin du FC Strasbourg 06, ainsi que deux matches nuls contre le Red Star Strasbourg et l'AS Strasbourg. La seule victoire a été obtenue face à Lingolsheim.
En 1921, Charles Wyss, champion de Suisse 1918-1919 avec l'Étoile La Chaux-de-Fonds, est recruté par le RCS au Servette Genève.
Le 2 janvier 1922, le Racing est en déplacement pour un match amical à Paris face à l'Olympique de Pantin. L'équipe parvient à terminer la première mi-temps sur un score vierge, mais les Parisiens finissent par prendre l'avantage en inscrivant quatre buts d'affilée. Le score final fut lourd: sept buts à zéro en faveur de l'Olympique. En février, le club se déplace pour jouer un autre match amical face au club suisse du FC La Chaux-de-Fonds, qui évoluait alors en D1 suisse. Le bulletin mensuel dit « Nos amis du FC La Chaux-de-Fonds nous ont montré un jeu de grande finesse technique sans aucune brutalité ». Finalement, le Racing perd sur le score de quatre buts à deux, devant près de 3 000 spectateurs.
En avril, lors d'un match contre l'AS Strasbourg, le club rassemble dans son stade près de 4 000 spectateurs. Ce match spectaculaire voit rapidement l'équipe du Racing se faire dominer trois buts à zéro par les visiteurs, mais elle parvient cependant à marquer deux buts; réduisant l'écart, elle n'arrive néanmoins pas à égaliser.
En Coupe de France, le Racing ne brille pas. Après avoir passé le premier tour grâce à une victoire face au Football Club de Toul par quatre buts à zéro, puis le deuxième tour grâce à une victoire deux buts à zéro face au club de Saint-Dié, le club est éliminé au stade des trente-deuxièmes de finale par l'US Suisse sur le score de deux buts à zéro.

### Saison 1922-1923

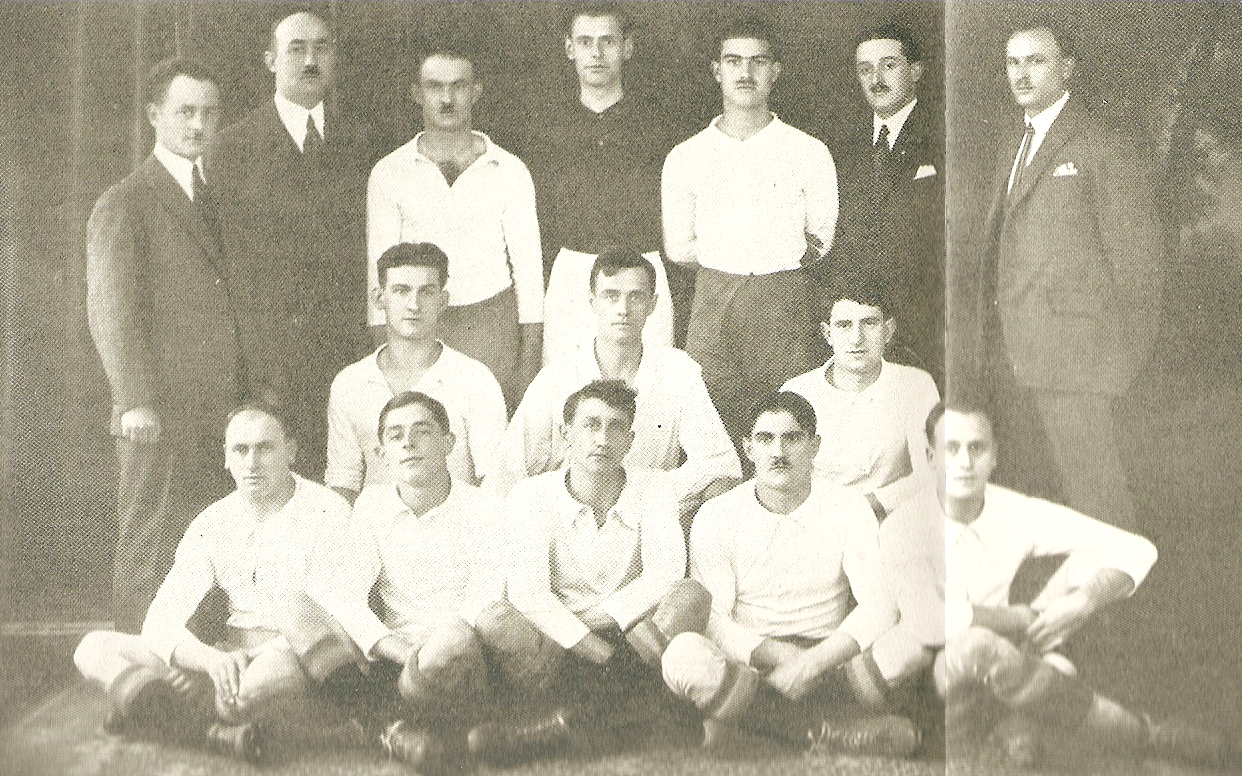
L'équipe première lors de la saison 1922-1923 de football

Cette saison est la quatrième que le club dispute en Championnat d'Alsace de football, dont ils finiront champion pour la première fois de leur histoire. Sur les dix-huit rencontres de ce championnat regroupant dix équipes, le Racing en gagne treize, en perd quatre, et partage les points une seule fois. C'est également la première fois que le club affiche un bilan avec plus de victoires que de défaites. Il a un total de vingt-sept points, soit un de plus que le deuxième, le FC Bischwiller.
Lors de cette saison, le capitaine, qui avait alors une place prépondérante dans l'équipe, était Frédéric Schaeffer,, dit « Fritz » Schaeffer, qui joue dans l'équipe depuis 1920. Le titre de champion d'Alsace 1927 est obtenu sous la direction du capitaine et défenseur Maurice Weber, au club depuis 1922. Le gardien de but de l'équipe est Paul Meyer. La défense comprend notamment Maurice Weber et Charles Wyss, international suisse et première vedette étrangère du club. Un autre international suisse fait partie de l'équipe,
| Rang | Équipe                 | Pts | J  | G  | N | P  | Bp | Bc | Diff |
| ---- | ---------------------- | --- | -- | -- | - | -- | -- | -- | ---- |
| 1    | RC Strasbourg          | 27  | 18 | 13 | 1 | 4  | 53 | 22 | +31  |
| 2    | FC Bischwiller         | 26  | 18 | 11 | 4 | 3  | 53 | 16 | +37  |
| 3    | FC Mulhouse            | 23  | 18 | 10 | 3 | 5  | 36 | 24 | +12  |
| 4    | Red Star CS Strasbourg | 23  | 18 | 10 | 3 | 5  | 47 | 31 | +16  |
| 5    | SC Sélestat (T)        | 23  | 18 | 9  | 5 | 4  | 36 | 28 | +8   |
| 6    | AS Strasbourg          | 15  | 18 | 5  | 5 | 8  | 52 | 20 | +32  |
| 7    | FC Haguenau            | 15  | 18 | 6  | 3 | 9  | 17 | 33 | -16  |
| 8    | AS Mulhouse            | 14  | 18 | 5  | 4 | 9  | 16 | 23 | -7   |
| 9    | FC 1906 Strasbourg     | 11  | 18 | 3  | 5 | 10 | 24 | 33 | -9   |
| 10   | FC Lingolsheim         | 3   | 18 | 1  | 1 | 16 | 9  | 83 | -74  |

Paul Wyss, qui inscrit neuf buts en 14 apparitions sous le maillot de la sélections suisse de football dans les années 1910. L'équipe strasbourgeoise comprend également l'attaquant Albert Freyermuth, l'ailier gauche Willy Schaeffer, ses frères Charles et Frédéric Schaeffer, ainsi que les joueurs Bronnimann, Hiltenbrand, Lacker et Schroeder.

Légende
- Champion de DH Alsace 1922-1923
- Relégué en Excellence 1923-1924

(T) Tenant du titre
Pour Noël et Nouvel An, le Racing fait une tournée en Afrique du Nord. Le départ se fait le 19 décembre 1922. Les joueurs arrivent le 22 décembre 1922 à Oran, où ils disputent quelques matches amicaux. Parmi les adversaires du Racing en Afrique, on peut citer l’Association Sportive de la Marine d’Oran, Marine Sportive d’Alger, ou le club de Sidi Bel-Abbès, champion d'Afrique 1922.
À l'opposé, en Coupe de France, le Racing réalise un parcours médiocre et est éliminé avant les trente-deuxièmes de finale, lors d'un tour préliminaire.

### Saison 1923-1924
Cette saison est la cinquième que le club dispute en Championnat d'Alsace de football, dont ils finiront champion pour la deuxième fois consécutive. Sur les dix-huit rencontres de ce championnat composé pour la deuxième fois de huit équipes, le Racing en gagne quatorze, en perd trois, et partage les points une seule fois. Il a un total de vingt-neuf points, soit deux de plus que le deuxième, le Red Star CS Strasbourg.
En Coupe de France, le Racing bat le CA Vitry trois buts à zéro en trente-deuxième de finale, puis est éliminé en seizième de finale par le SC Nîmes. C'est la première fois que le club atteint ce niveau de la compétition.

### Saison 1924-1925
Cette saison est la sixième que le club dispute en Championnat d'Alsace de football. Il participe au groupe B de ce championnat divisé en deux poules de cinq équipes. Sur les dix rencontres disputées, le Racing en gagne quatre, en perd deux, et fait quatre matchs nuls. Il a un total de douze points, soit un de moins que le deuxième, le SC Sélestat.
En Coupe de France, le Racing atteint pour la deuxième fois consécutive les seizièmes de finale. En effet, après avoir battu le FC Lyon en trente-deuxième de finale par le score sans appel de trois buts à zéro, le club est éliminé à l'extérieur par l'US Boulogne, sur le score de trois buts à deux.

### Saison 1925-1926
Cette saison est la septième que le club dispute en Championnat d'Alsace de football. Il participe au groupe B de ce championnat divisé en deux poules de six et sept équipes. Sur les dix rencontres disputées, le Racing en gagne cinq, perd une seule fois, et fait quatre matchs nuls. Il a un total de quatorze points, soit trois de moins que le premier, le FC Mulhouse.
En Coupe de France, le Racing atteint pour la première fois le stade des huitièmes de finale. Cette édition de la Coupe voit en effet le Racing réaliser un exploit  en sortant le Red Star Paris, un des meilleurs clubs français de l'époque qui est dans les années 1920 plusieurs fois champion de Paris et vainqueur de la Coupe de France. Il élimine ensuite l'Olympique lillois à domicile par un but à zéro, puis quitte la compétition à trois pas de la finale, succombant à la prestation du Stade français, un club parisien qui bat le Racing deux buts à zéro.

### Saison 1926-1927
La saison 1926-1927 du Racing Club de Strasbourg voit le club impliqué dans trois compétitions distinctes: le Championnat d'Alsace de football, auquel il participe pour la huitième fois, la Coupe de France de football, à laquelle il participe pour la septième fois, et le Championnat de France amateur de football en fin de saison.
Le championnat régional se déroule en deux étapes. La première voit les clubs s'affronter dans deux poules distinctes, chacune composée de sept clubs. Le Racing est affecté au groupe B, dont il finit deuxième. Sur les douze rencontres disputées, il en a gagné huit, perdu une seule, et fait trois matches nuls. En tout, il a engrangé 19 points, soit un de moins que le premier, le FC Mulhouse. Dans un deuxième temps, les deux premiers de chaque groupes s'affrontent dans une poule finale de quatre clubs, dont le Racing finit premier. Il décroche ainsi son troisième titre de champion d'Alsace.
| Rang | Équipe                    | Pts | J  | G | N | P | Bp | Bc | Diff |
| ---- | ------------------------- | --- | -- | - | - | - | -- | -- | ---- |
| 1    | FC Mulhouse               | 20  | 12 | 9 | 2 | 1 | 42 | 15 | +27  |
| 2    | RC Strasbourg             | 19  | 12 | 8 | 3 | 1 | 29 | 9  | +20  |
| 3    | Red Star CS Strasbourg    | 15  | 12 | 6 | 3 | 3 | 45 | 24 | +21  |
| 4    | FC Saint-Louis            | 12  | 12 | 6 | 0 | 6 | 30 | 38 | -8   |
| 5    | SC Sélestat               | 7   | 12 | 3 | 1 | 8 | 15 | 24 | -9   |
| 6    | SR Colmar                 | 6   | 12 | 3 | 0 | 9 | 22 | 49 | -27  |
| 7    | FA Illkirch-Graffenstaden | 5   | 12 | 2 | 1 | 9 | 23 | 47 | -24  |

Légende
- Qualification pour la poule finale

| Rang | Équipe            | Pts | J | G | N | P | Bp | Bc | Diff |
| ---- | ----------------- | --- | - | - | - | - | -- | -- | ---- |
| 1    | RC Strasbourg     | 9   | 6 | 3 | 3 | 0 | 10 | 6  | +4   |
| 2    | FC Bischwiller    | 8   | 6 | 3 | 2 | 1 | 16 | 8  | +8   |
| 3    | AS Strasbourg (T) | 4   | 6 | 1 | 2 | 3 | 14 | 4  | +10  |
| 4    | FC Mulhouse       | 3   | 6 | 1 | 1 | 4 | 16 | 3  | +13  |

Légende
- Qualification pour le CFA 1926-1927

(T) : Tenant du titre
Cette place le qualifie pour le Championnat de France amateur de football 1926-1927, où il est affecté à la Division d'Honneur, deuxième niveau de ce championnat. Il finit à la deuxième place de ce championnat.
| Rang | Équipe           | Pts | J | G | N | P | Bp | Bc | Diff |
| ---- | ---------------- | --- | - | - | - | - | -- | -- | ---- |
| 1    | AS Valentigney   | 5   | 3 | 2 | 1 | 0 | 10 | 4  | +6   |
| 2    | RC Strasbourg    | 4   | 3 | 2 | 0 | 1 | 11 | 7  | +4   |
| 3    | CA Messin        | 4   | 3 | 2 | 0 | 1 | 9  | 8  | +1   |
| 4    | SC Reims         | 3   | 3 | 1 | 1 | 1 | 3  | 6  | -3   |
| 5    | CO Saint-Chamond | 0   | 4 | 0 | 0 | 4 | 7  | 15 | -8   |

En Coupe de France, le RC Strasbourg est éliminé au stade des trente-deuxième de finale par le SC Nîmes, club contre lequel il perd par trois buts à deux, dans une rencontre disputée à Mulhouse.

### Saison 1927-1928
Pour la saison 1927-1928, le Racing s'engage dans deux compétitions: le Championnat d'Alsace de football, auquel il participe pour la dixième fois consécutive, et la Coupe de France de football 1927-1928.
La saison de championnat voit le club réaliser des performances plutôt décevantes, et terminer cinquième sur huit, et plus mauvais des trois clubs strasbourgeois engagés. En outre, sur les quatorze rencontres disputées, il en gagne six, en perd six également, et partage les points à deux reprises. Il termine sa saison avec un total de 14 points: un de moins que le Red Star Strasbourg, et deux de moins que l'AS Strasbourg, les deux autres clubs strasbourgeois.
La prestation que le club offre en Coupe de France est tout aussi décevante. En effet, pour cette édition 1927-1928, le club est éliminé dès les tours préliminaires.

### Saison 1928-1929
En 1928-1929, le Racing Club de Strasbourg s'engage pour la onzième fois consécutive en Championnat d'Alsace de football, et pour la dixième fois en Coupe de France de football.
En championnat, le Racing ne brille pas vraiment et termine quatrième sur huit. Sur les quatorze rencontres disputées, le club en a gagné six, perdu sept, et partagé les points une fois. Il affiche ainsi un bilan moyen, avec treize points, soit un de plus que le cinquième, le FC Haguenau, et quatre de moins que le troisième, le FC Bischwiller.
En Coupe de France, le Racing se qualifie pour les trente-deuxième de finale, mais est éliminé par un but à zéro par l'Excelsior Roubaix.

### Saison 1929-1930
Lors de cette saison, le RC Strasbourg participe au Championnat d'Alsace de football pour la douzième fois consécutive, et à la Coupe de France de football pour la onzième fois.
En championnat, le Racing finit troisième. Il ne dispute que treize rencontres, en gagne cinq, en perd quatre, et partage les points quatre fois également. Il a exactement deux fois moins de points que le premier, le FC Mulhouse, qui n'a perdu aucun de ses quatorze matchs. Le RCS a trois points de retard sur le deuxième, le FC Bischwiller, et deux points d'avance sur le quatrième, l'AS Strasbourg. En outre, il a marqué vingt-six buts et en a encaissé quinze.
En Coupe de France, le Racing, après s'être hissé jusqu'aux trente-deuxième de finale, est éjecté à l'extérieur par le SC Nîmes sur le lourd score de sept buts à un.
Enfin c'est en mai 1930 que l'industriel strasbourgeois Émile Mathis, fondateur de la marque automobile française Mathis, accepte la présidence d'honneur du club. Fort de ces nouveaux moyens, le Racing Club de Strasbourg peut passer à l'étape suivante de son évolution : le professionnalisme.

### Saison 1930-1931
Pour la saison 1930-1931, le Racing s'engage dans deux compétitions: le Championnat d'Alsace de football, auquel il participe pour la treizième fois consécutive, et la Coupe de France de football 1930-1931.
La saison de championnat est dans l'ensemble plutôt réussie par le club strasbourgeois, qui finit troisième sur huit au classement final, à égalité de points avec le deuxième, le FA Illkirch-Graffenstaden. En effet, le RCS a engrangé dix-huit points en quatorze rencontres, dont sept victoires, trois défaites, et quatre matchs nuls. Le champion d'Alsace est encore une fois le FC Mulhouse.
La prestation que le club offre en Coupe de France est plutôt satisfaisante, dans la mesure où il atteint les huitièmes de finale pour la deuxième fois de son histoire. En effet, pour cette édition 1927-1928, le club s'impose d'abord à l'extérieur deux buts à un face au RC Calais pout le compte des trente-deuxièmes de finale. Par la suite, en seizième de finale, le Racing gagne à domicile face à un autre Racing, celui de Roubaix, par un but à zéro. Cependant, le club est sorti de manière particulièrement humiliante en huitième de finale par le CS Jean-Bouin, qui gagne contre Strasbourg sur le score sans appel de six buts à un.

### Saison 1931-1932
Lors de la saison 1931-1932, le RC Strasbourg s'engage en Championnat d'Alsace de football pour la treizième fois consécutive, et en Coupe de France de football pour la onzième fois consécutive.
En championnat, le parcours réalisé est mitigé: le Racing finit cinquième, avec quinze points, et un bilan de sept victoires, un nul, et six défaites. Il est à égalité de points avec le Red Star CS Strasbourg, et est le dernier des trois clubs strasbourgeois du championnat. Il est bien loin des performances du premier, le FC Mulhouse, qui termine la saison avec vingt-deux points et décroche son cinquième titre consécutif.
En Coupe de France, le club strasbourgeois est éliminé au stade des trente-deuxièmes de finale par l'US Annemasse, sur le score de deux buts à un.
| Rang | Équipe                    | Pts | J  | G  | N | P  | Bp | Bc | Diff |
| ---- | ------------------------- | --- | -- | -- | - | -- | -- | -- | ---- |
| 1    | FC Mulhouse (T)           | 22  | 14 | 11 | 0 | 3  | 51 | 18 | +33  |
| 2    | FC Bischwiller            | 17  | 14 | 7  | 3 | 4  | 45 | 27 | +18  |
| 3    | AS Strasbourg             | 17  | 14 | 7  | 3 | 4  | 43 | 27 | +16  |
| 4    | Red Star CS Strasbourg    | 15  | 14 | 6  | 3 | 5  | 42 | 36 | +6   |
| 5    | RC Strasbourg             | 15  | 14 | 7  | 1 | 6  | 28 | 31 | -3   |
| 6    | FC Mars Bischheim         | 12  | 14 | 4  | 4 | 6  | 17 | 41 | -24  |
| 7    | FC Haguenau               | 8   | 14 | 2  | 4 | 8  | 18 | 44 | -26  |
| 8    | FA Illkirch-Graffenstaden | 6   | 14 | 2  | 2 | 10 | 19 | 39 | -20  |

Légende
- Champion et promotion en National 1932-1933

(T) : Tenant du titre

### Saison 1932-1933
Cette saison est la dernière que le club ait réalisé avec Charles Belling comme président. Elle voit le Racing s'engager en Championnat d'Alsace de football, et ceci pour la quinzième fois consécutive, ainsi qu'en Coupe de France de football 1932-1933.
À l'image d'un grand nombre de clubs de la moitié nord de la France, le RC Strasbourg refuse le professionnalisme en 1932. Une fusion entre le Racing et le Red Star de Strasbourg est même évoquée un temps afin de constituer un grand club professionnel dans la capitale alsacienne. Ainsi, contrairement à son grand rival haut-rhinois du FC Mulhouse, engagé en Division nationale professionnelle, le Racing reste en DH Alsacienne, dont il finit troisième, avec dix-sept points engrangés en quatorze rencontres, dont sept victoires, trois nuls, et quatre défaites.
| Maillot 1                | Maillot 2 |
| Maillots du club en 1932 |           |

En Coupe de France, le Racing se distingue en éliminant notamment le Sporting Club fivois, nouvellement professionnel. Ce match, joué à la Meinau le 18 décembre 1932, voit le Racing s'imposer grâce au plus petit des écarts. Ensuite, le Racing joue les seizièmes de finale face à l'Amiens Athletic Club, dont évoluait lui aussi dans les ligues régionales. Au Stade Moulonguet, le Racing s'impose par quatre buts à trois. Ce match serré, joué le 8 janvier 1933, est suivi exactement un mois plus tard par les huitièmes de finale, auquel le RC Strasbourg participe pour la troisième fois. Cette rencontre, contre l'OGC Nice, un autre club professionnel, voit le RCS perdre sur le lourd score de quatre buts à un.
Au cours d'une assemblée générale extraordinaire le 10 juin 1933 au Restaurant de la Bourse, le club se prononce en faveur du passage au professionnalisme par 126 voix pour, 2 contre et 2 abstentions. La première saison de Division 1 vient de s'achever sur le sacre de l'Olympique lillois. Les six clubs relégués de ce premier championnat ainsi que les nouveaux venus du professionnalisme tels que le Racing participeront la saison suivante 1933-1934 au premier championnat de Division 2.

## Période 1939-1945
Il n'y a concernant les saisons de guerre du Racing Club de Strasbourg que des informations disparatess. En effet, le club, à l'instar du FC Mulhouse, du CA Messin ou des SR Colmar, évolue non pas en Championnat de France de guerre, mais dans un championnat allemand: la Gauliga, ou plutôt Sportbereichesklasse, dans la mesure où cette division a été renommée en 1939, mais le nom de 1933 est resté employé couramment. Les territoires annexés sont regroupés en trois Gauligen: la Gauliga Mittelrhein pour le Luxembourg et les cantons belges, la Gauliga Sud-Ouest-Main-Hesse pour les clubs lorrains, et la Gauliga Elsass pour les clubs alsaciens, dont le Racing fait partie. Le RC Strasbourg n'intègre cependant pas directement cette division, et réalise sa saison 1939-1940 en championnat de Dordogne de football.

### Saison 1939-1940
Au début de la Seconde Guerre mondiale en septembre 1939, les habitants de la ville de Strasbourg sont évacués dans le Sud de la France. Certains joueurs, comme Oskar Rohr, s'engagent volontairement dans l'armée française,. Paul Wolf, un étudiant strasbourgeois, prend l'initiative de regrouper les joueurs du Racing à Périgueux décident d'y reformer leur club avec le statut amateur. L'espace d'une saison le Racing joue aussi dans le championnat de Dordogne, s'adjugeant même le titre. En outre, on sait qu'il a marqué 46 buts et n'en a encaissé que 8.
En Coupe de France, le Racing réalise un étonnant parcours. En trente-deuxième de finale, il élimine le SVA Ruelle par quatre buts à deux, puis en seizième de finale, il réalise l'exploit d'éliminer les Girondins de Bordeaux par trois buts à deux, et Paul Wolf affirme alors « En 90 minutes nous sommes devenus des héros ». Parmi les joueurs qui composaient le onze girondin pour ce match de coupe, il y avait notamment Paco Mateo, qui joua pour le Racing de 1945 à 1950, puis entraina l'équipe première et sa réserve dans les années 1970. Le FC Sète a finalement raison des Strasbourgeois de Périgueux, et battent le Racing en huitième de finale, sur le score écrasant de 8-1.
Durant cette saison, les matches à domicile étaient disputés à Périgueux, certainement à l’Arsault. Le club portait par ailleurs, pendant cette saison, le nom de Racing Club de Strasbourg-Périgueux. Le soutien des habitants de Périgueux était très important, et Paul Wolff affirma même « On était très soutenu par la population locale, c’est grâce à eux que le Racing de Périgueux a pu exister. Nous, on n’avait plus rien. Ils nous ont tout donné : chaussures, vêtements, terrain… Tout ».
Le Racing a également essuyé des pertes de guerre durant cette saison, notamment son secrétaire général Auguste Zinmeister, mort en service près de Stutzheim alors qu'il occupait le poste de lieutenant.

### Saison 1940-1941

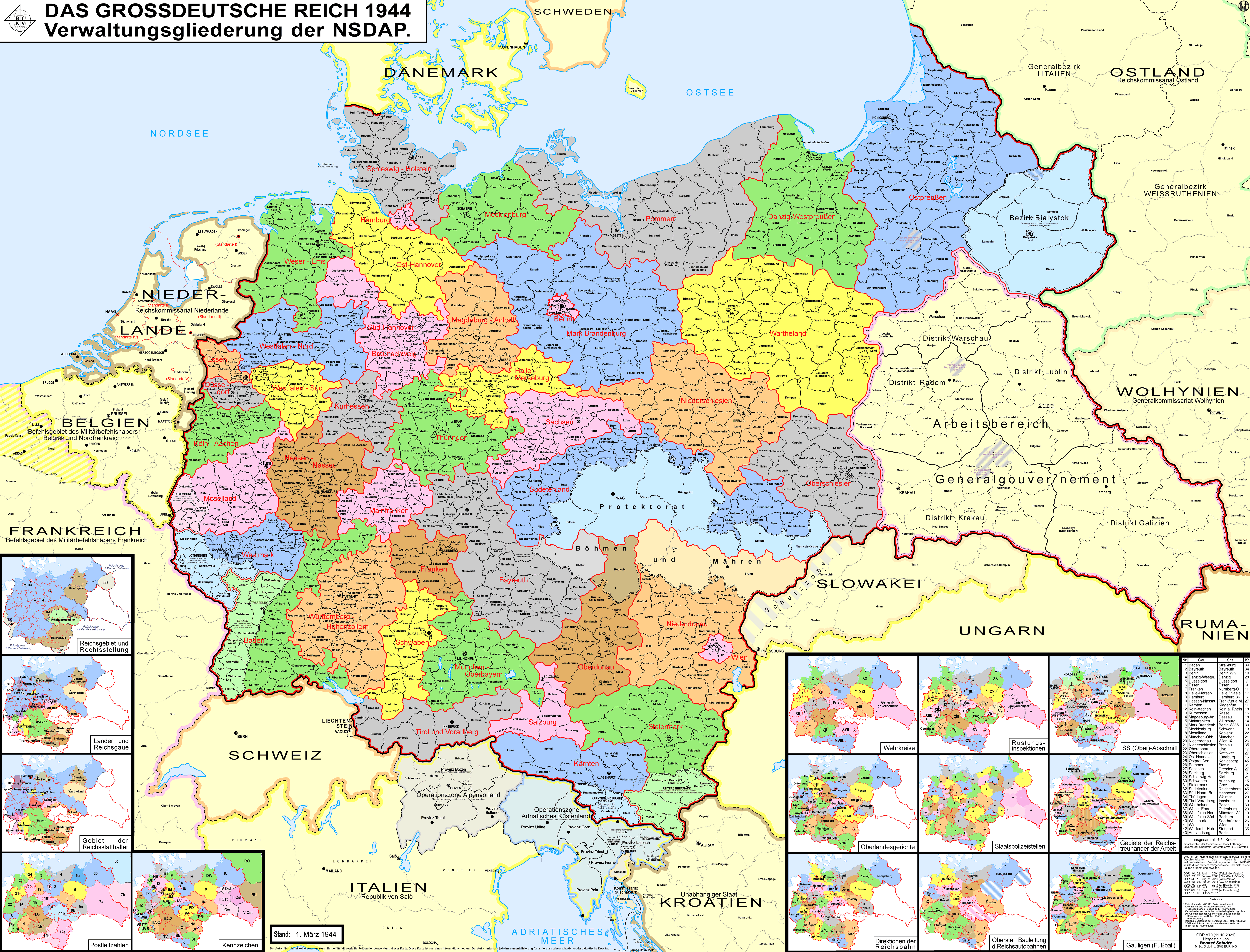
Carte de l’Allemagne nazie montrant les subdivisions administratives en Gaue et Reichsgaue

La saison 1940-1941 est la première des saisons de guerre que le Racing joue en Gauliga Elsass. Le nom du club est germanisé et celui-ci devient le Rasensportclub Straßburg, c'est-à-dire le « club de sports sur pelouse de Strasbourg ».
Lors sa première saison, la Gauliga Elsass compte deux groupes de huit équipes (un pour la Basse-Alsace et l'autre pour la Haute-Alsace). Les deux vainqueurs de groupes s'affrontent pour désigner le champion. Le Rasensportclub termine premier du groupe de Basse-Alsace et participe à la finale du championnat face au FC Mulhouse, devenu FC 1893 Mülhausen,. Le club mulhousien l'emporte sur le score de 3-1 et 1-2.
| Rang | Équipe             | Pts | J  | G  | N  | P  | Bp | Bc | Diff |
| ---- | ------------------ | --- | -- | -- | -- | -- | -- | -- | ---- |
| 1    | Rasen SC Straßburg | 24  | 14 | nc | nc | nc | 36 | 14 | +22  |
| 2    | SC Schiltigheim    | 22  | 14 | nc | nc | nc | 43 | 21 | +22  |
| 3    | SG SS Straßburg    | 18  | 14 | nc | nc | nc | 63 | 23 | +40  |
| 4    | FC Hagenau         | 14  | 14 | nc | nc | nc | 30 | 32 | -2   |
| 5    | FK Mars Bischheim  | 12  | 14 | nc | nc | nc | 26 | 37 | -11  |
| 6    | SC Schlettstadt 06 | 11  | 14 | nc | nc | nc | 32 | 30 | +2   |
| 7    | SV Straßburg       | 9   | 14 | nc | nc | nc | 32 | 57 | -25  |
| 8    | FC Bischweiler     | 2   | 14 | nc | nc | nc | 22 | 70 | -48  |

Pour la première fois depuis 1920, le Racing ne participe pas à la Coupe de France de football dans la mesure où il dépend maintenant du Nationalsozialistischer Reichsbund für Leibesübungen, c'est-à-dire de la Fédération nationale-socialiste pour l'éducation physique, une organisation allemande. Il ne participe pas non plus à la Coupe d'Allemagne de football.
Légende
- Finaliste de Bundesliga
- Relégués en Bezirksliga 1942-1943

### Saison 1941-1942
La saison 1941-1942 est la deuxième des saisons de guerre du Racing Club de Strasbourg. Il participe au championnat de Gauliga Elsass et à la Coupe d'Allemagne de football. L'entraineur du club est Karl Bostelaar.
En championnat, le club se classe deuxième de la poule unique qui est formée. Il a deux points de retard sur le SS SG Strasbourg, qui est sacré champion. En Coupe d'Allemagne de football 1942, le club est battu en trente-deuxième de finale face au FC Mülhausen 93, qui l'emporte par deux buts à un.
| Rang | Équipe             | Pts | J  | G  | N  | P  | Bp | Bc | Diff |
| ---- | ------------------ | --- | -- | -- | -- | -- | -- | -- | ---- |
| 1    | SG SS Straßburg    | 40  | 22 | nc | nc | nc | 70 | 20 | +50  |
| 2    | Rasen SC Straßburg | 38  | 22 | nc | nc | nc | 78 | 20 | +58  |
| 3    | SpVgg Kolmar       | 30  | 22 | nc | nc | nc | 65 | 26 | +39  |
| 4    | FC Mülhausen 93    | 29  | 22 | nc | nc | nc | 55 | 38 | +17  |
| 5    | SC Schiltigheim    | 24  | 22 | nc | nc | nc | 46 | 41 | +5   |
| 6    | FK Mars Bischheim  | 23  | 22 | nc | nc | nc | 43 | 35 | +8   |
| 7    | FC Hagenau         | 20  | 22 | nc | nc | nc | 29 | 58 | -29  |
| 8    | FC Kolmar          | 18  | 22 | nc | nc | nc | 40 | 58 | -18  |
| 9    | TuS Schweighausen  | 14  | 22 | nc | nc | nc | 31 | 44 | -13  |
| 10   | FC Stern Mülhausen | 14  | 22 | nc | nc | nc | 36 | 58 | -22  |
| 12   | ASV Mülhausen      | 10  | 22 | nc | nc | nc | 32 | 79 | -47  |
| 11   | SV Wittenheim      | 4   | 22 | nc | nc | nc | 18 | 66 | -48  |

Légende
- Champion de Bundesliga, qualifié pour le championnat national
- Finaliste de Bundesliga
- Relégués en Bezirksliga 1942-1943

### Saison 1942-1943
La saison 1942-1943 est la deuxième saison du Racing Club de Strasbourg en Gauliga Elsass. Il termine à égalité de points avec le FC Mülhausen 93, mais la différence de but ne lui est pas favorable et il est classé deuxième. Il n'est pas inscrit en Coupe d'Allemagne de football. L’entraîneur était pour la saison l'Allemand Karl Bostelaar.
| Rang | Équipe             | Pts | J  | G  | N  | P  | Bp | Bc | Diff |
| ---- | ------------------ | --- | -- | -- | -- | -- | -- | -- | ---- |
| 1    | FC Mülhausen 93    | 31  | 18 | nc | nc | nc | 66 | 9  | +57  |
| 2    | Rasen SC Straßburg | 31  | 18 | nc | nc | nc | 54 | 7  | +47  |
| 3    | SG SS Straßburg    | 28  | 18 | nc | nc | nc | 65 | 14 | +51  |
| 4    | SpVgg Kolmar       | 23  | 18 | nc | nc | nc | 35 | 26 | +9   |
| 5    | SC Schiltigheim    | 13  | 18 | nc | nc | nc | 36 | 56 | -20  |
| 6    | FC Hagenau         | 13  | 18 | nc | nc | nc | 33 | 56 | -23  |
| 7    | SC Schlettstadt 06 | 13  | 18 | nc | nc | nc | 30 | 58 | -28  |
| 8    | FC Kolmar          | 10  | 18 | nc | nc | nc | 19 | 60 | -41  |
| 9    | FV Walk            | 9   | 18 | nc | nc | nc | 32 | 56 | -24  |
| 10   | FK Mars Bischheim  | 9   | 18 | nc | nc | nc | 22 | 50 | -28  |

Légende
- Champion de Bundesliga, qualifié pour le championnat national
- Finaliste de Bundesliga
- Relégués en Bezirksliga 1943-1944

### Saison 1943-1944
La saison 1943-1944 du Racing Club de Strasbourg est la dernière saison de guerre que le club a disputé, dans la mesure où l'édition 1944-1945 de la Gauliga Elsass a été annulée en raison des combats pour la libération. Le club termine sixième de ce championnat remporté par le FC Mülhausen 93; c'est la pire performance qu'il ait réalisé pendant la guerre.
Cette saison, ainsi que la précédente, est marquée par le départ de certains joueurs vers le front, en tant qu'incorporés de force.
| Rang | Équipe             | Pts | J  | G  | N  | P  | Bp  | Bc | Diff |
| ---- | ------------------ | --- | -- | -- | -- | -- | --- | -- | ---- |
| 1    | FC Mülhausen 93    | 35  | 18 | nc | nc | nc | 113 | 10 | +103 |
| 2    | SG SS Straßburg    | 24  | 18 | nc | nc | nc | 61  | 36 | +25  |
| 3    | FC Hüningen        | 24  | 18 | nc | nc | nc | 51  | 33 | +18  |
| 4    | SpVgg Kolmar       | 22  | 18 | nc | nc | nc | 45  | 26 | +19  |
| 5    | FC Hagenau         | 18  | 18 | nc | nc | nc | 31  | 46 | -15  |
| 6    | Rasen SC Straßburg | 17  | 18 | nc | nc | nc | 25  | 36 | -11  |
| 7    | FC Kolmar          | 13  | 18 | nc | nc | nc | 25  | 42 | -17  |
| 8    | SC Schiltigheim    | 13  | 18 | nc | nc | nc | 36  | 56 | -20  |
| 9    | TuS Schweighausen  | 13  | 18 | nc | nc | nc | 19  | 59 | -40  |
| 10   | SC Schlettstadt 06 | 6   | 18 | nc | nc | nc | 17  | 62 | -45  |

Légende
- Champion de Bundesliga, qualifié pour le championnat national
- Finaliste de Bundesliga
- Relégués en Bezirksliga 1944-1945

## Période 2011-2016

### Saison 2011-2012
Le 8 juillet 2011, le Racing Club de Strasbourg, qui avait fini quatrième de National la saison précédente, se voit rétrograder administrativement pour raisons budgétaires en Championnat de France amateur de football, quatrième échelon du football français, par la DNCG.
Le 18 juillet 2011, la SASP est mise en redressement judiciaire. De nombreux joueurs sont libérés de leur contrat ainsi que de nombreux espoirs du centre de formation.

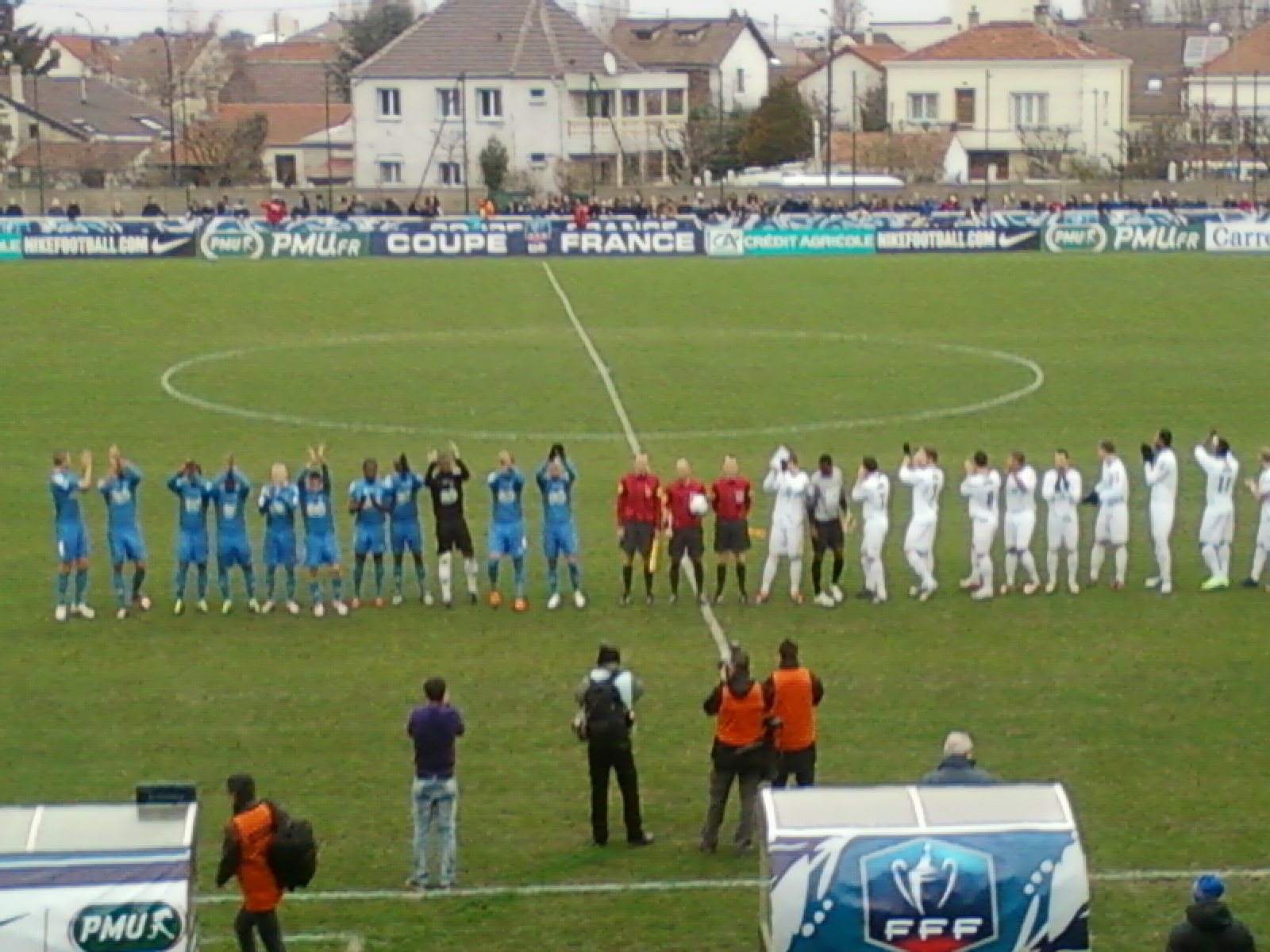
Présentation des équipes lors du match de coupe de France contre la JA Drancy

Le dépôt de bilan prononcé le 8 juillet devrait entraîner automatiquement une rétrogradation supplémentaire du club en CFA 2 en 2012 si le Racing ne termine pas premier de son groupe à cause du règlement de la Fédération Française de Football (FFF). S'il venait à terminer en position d'être relégué, il devrait même descendre en DH. S'il terminait premier, il devrait refaire une saison en CFA.
Pour conjurer cette double peine, les instances dirigeantes font un recours auprès du Comité National Olympique et Sportif Français (CNOSF). Le 3 août 2011, le conciliateur du CNOSF fait savoir qu'il va demander à la Fédération Française de Football (FFF) de reconsidérer sa décision en tenant en particulier compte du fait que c'est l'association Racing qui supporte le budget 2011-2012 et non la SASP qui a déposé bilan. La FFF ne donne pas de suite favorable à la demande du CNOSF.
Le samedi 20 août 2011, le club annonce alors par le biais de l'association support sa relégation volontaire en CFA 2.
Le lundi 22 août 2011, la section professionnelle du club (SASP) est placée en liquidation judiciaire avec effet immédiat par la chambre commerciale du tribunal de grande instance de Strasbourg. Un juge commissaire est nommé pour vendre les actifs restants du club principalement la marque Racing Club de Strasbourg.
Le mercredi 24 août 2011, la Fédération française de football (FFF) confirme le Racing en CFA 2.

#### Avant-saison
| Date            | Rencontre                        | Rés. |
| --------------- | -------------------------------- | ---- |
| 23 juillet 2011 | RCS - Mulhouse                   | 1-1  |
| 28 juillet 2011 | RCS - Vauban                     | 2-2  |
| 30 juillet 2011 | RCS - SV Linx                    | 1-0  |
| 3 août 2011     | US Oberlauterbach - RCS          | 1-7  |
| 6 août 2011     | RCS - Sarre-Union                | 1-1  |
| 7 août 2011     | Reipertswiller - RCS             | 2-2  |
| 10 août 2011    | Biesheim - RCS                   | 1-2  |
| 14 août 2011    | RCS - Sporting Club Schiltigheim | 1-2  |
| 20 août 2011    | Haguenau - RCS                   | 0-3  |

#### Championnat
En championnat, le premier match joué contre l'US Forbach est gagné par quatre buts à zéro par les Bleuets. Le premier match à la Meinau est également gagné sur un lourd score, et bat le record d'affluence du CFA 2, avec 9 400 spectateurs. La série de victoires du Racing continue face à l'ES Thaon, vaincu sur le score de deux buts à zéro.
Pour son deuxième match à domicile, face au CA Pontarlier, le Racing met fin à une série de près d'un an et demi d'invincibilité à domicile en perdant deux buts à un devant plus de 4 000 spectateurs, alors qu'il menait à la mi-temps. C'est une grande déception pour le public, à peine chassée par une victoire difficile contre le FC Steinseltz. La même semaine, Frédéric Sitterlé devient officiellement président. Néanmoins, pour le premier match disputé face à une équipe réserve de l'histoire du club, face à Dijon II, l'équipe ne décroche qu'un nul.
| Calendrier 2011-2012 du RC Strasbourg | Calendrier 2011-2012 du RC Strasbourg | Calendrier 2011-2012 du RC Strasbourg | Calendrier 2011-2012 du RC Strasbourg | Calendrier 2011-2012 du RC Strasbourg | Calendrier 2011-2012 du RC Strasbourg | Calendrier 2011-2012 du RC Strasbourg | Calendrier 2011-2012 du RC Strasbourg |
| Matches aller                         | Matches aller                         | Matches aller                         | Matches aller                         | Matches retour                        | Matches retour                        | Matches retour                        | Matches retour                        |
| J                                     | Date                                  | Affiche                               | Score                                 | J                                     | Date                                  | Affiche                               | Score                                 |
| ------------------------------------- | ------------------------------------- | ------------------------------------- | ------------------------------------- | ------------------------------------- | ------------------------------------- | ------------------------------------- | ------------------------------------- |
| J2                                    | 27 août 2011                          | Forbach - RCS                         | 0-4                                   | J18                                   | 3 mars 2012                           | RCS - Thaon                           | 0-0                                   |
| J3                                    | 3 septembre 2011                      | RCS - ASIM                            | 4-1                                   | J19                                   | 10 mars 2012                          | Pontarlier - RCS                      | 2-2                                   |
| J4                                    | 10 septembre 2011                     | Thaon - RCS                           | 0-2                                   | J20                                   | 17 mars 2012                          | Steinseltz - RCS                      | 0-5                                   |
| J5                                    | 24 septembre 2011                     | RCS - Pontarlier                      | 1-2                                   | J21                                   | 24 mars 2012                          | RCS - Dijon II                        | 2-1                                   |
| J6                                    | 8 octobre 2011                        | RCS - Steinseltz                      | 2-0                                   | J22                                   | 31 mars 2012                          | SC Schiltigheim - RCS                 | 1-2                                   |
| J7                                    | 22 octobre 2011                       | Dijon II - RCS                        | 0-0                                   | J17                                   | 6 avril 2012                          | ASIM - RCS                            | 2-1                                   |
| J8                                    | 5 novembre 2011                       | RCS - SC Schiltigheim                 | 2-1                                   | J16                                   | 9 avril 2012                          | RCS - Forbach                         | 2-0                                   |
| J9                                    | 12 novembre 2011                      | Auxerre III - RCS                     | 0-1                                   | J23                                   | 14 avril 2012                         | RCS - Auxerre III                     | 2-0                                   |
| J10                                   | 27 novembre 2011                      | RCS - Saint-Louis                     | 1-1                                   | J24                                   | 21 avril 2012                         | Saint-Louis - RCS                     | 1-2                                   |
| J11                                   | 3 décembre 2011                       | Vesoul HSF - RCS                      | 1-1                                   | J25                                   | 28 avril 2012                         | RCS - Vesoul HSF                      | 2-0                                   |
| J12                                   | 17 décembre 2011                      | RCS - SR Saint-Dié                    | 5-0                                   | J26                                   | 4 mai 2012                            | SR Saint-Dié - RCS                    | 0-2                                   |
| J13                                   | 14 janvier 2012                       | FC Chaumont - RCS                     | 0-3                                   | J27                                   | 12 mai 2012                           | RCS - FC Chaumont                     | 2-0                                   |
| J1                                    | 21 janvier 2012                       | RCS - Neuves-Maisons                  | 5-0                                   | J28                                   | 18 mai 2012                           | AS Belfort-Sud - RCS                  | 0-0                                   |
| J14                                   | 28 janvier 2012                       | RCS - Belfort-Sud                     | 6-0                                   | J29                                   | 26 mai 2012                           | RCS - Jarville                        | 3-0                                   |
| J15                                   | 25 février 2012                       | Jarville - RCS                        | 0-0                                   | J30                                   | 2 juin 2012                           | Neuves-Maisons - RCS                  | 1-2                                   |

Face au SC Schiltigheim, lors d'un derby de Strasbourg, le Racing s'impose et bat encore le record d'affluence de CFA 2, le relevant à plus de 10 000 spectateurs. La journée suivante, Strasbourg défait le leader, Auxerre III, par un but à zéro, mais ne parvient pas à enchaîner face au FC Saint-Louis Neuweg, qui arrache le nul à la Meinau, ni face au Vesoul HSF, qui fait de même au stade René-Hologne. L'année est néanmoins terminée en beauté avec une victoire face aux SR Saint-Dié par 5 à 0.
En janvier 2012, le club enchaîne deux victoires, face au FC Chaumont (0-3) et au GS Neuves-Maisons (5-0). Il se retrouve donc en position de promu virtuel à l'issue de la treizième journée. Une troisième victoire face à Belfort-Sud (6-0) les propulse en position de leader. Le mois de février 2012 est peu rempli en raison de reports de matchs. Le RCS a du mal à reprendre et enchaîne deux nuls à Jarville et face à l'ES Thaon.
Le RCS retrouve le chemin de la victoire face à Steinseltz, où il s'impose 5-0. Il parvient à enchaîner face à la réserve du Dijon FCO (2-1), puis lors du cussico contre le SC Schiltigheim. Néanmoins, lors du derby face à l'ASIM, le Racing est stoppé net et concède sa deuxième défaite de la saison, lors d'un match notamment ponctué par deux pénalties et deux expulsions. Les strasbourgeois se reprennent en gagnant 2-0 face à l'US Forbach. Le Racing enchaine, d'abord avec une victoire dans un très bon match contre le coleader Auxerre III (2-0), avant de s'imposer dans le Sundgau, dans un nouveau derby alsacien, à Saint-Louis (1-2) après un match compliqué au vu d'une première mi-temps décevante. Après ces deux victoires, les strasbourgeois prennent seuls les commandes du championnat avec une avance confortable sur leurs poursuivants. Les strasbourgeois font le break au classement la semaine suivante en accueillant Vesoul, l'un des deux poursuivants au classement, en s'imposant 2-0 devant plus de 9000 spectateurs. Le RCS compte à ce moment-là 9 points d'avance sur Pontarlier et 12 sur Vesoul à 5 journées de la fin : le Racing a un pied (sportivement) en CFA.
Le Racing se rapproche encore un peu plus de la montée en s'imposant à St-Dié la semaine suivante (2-0). La montée est officialisée le 12 mai après une victoire à domicile 2 à 0 face à Chaumont devant plus de 6 700 spectateurs. De plus, à la suite de la défaite d'Auxerre III sur tapis vert contre Thaon, Strasbourg est sacré champion de son groupe C de CFA2. Dans la foulée ils sont accrochés à Belfort où ils ne ramènent qu'un nul (0-0). Néanmoins, pour le dernier match à domicile, c'est une victoire contre Jarville (3-0), suivie d'une grande fête. La saison se termine sur une victoire difficile face à Neuves-Maison 2 à 1. Le Racing termine premier de son groupe et accède en CFA.
| Rang | Équipe                | Pts | J  | G  | N  | P  | Bp | Bc | Diff |
| ---- | --------------------- | --- | -- | -- | -- | -- | -- | -- | ---- |
| 1    | RC Strasbourg R       | 100 | 30 | 21 | 7  | 2  | 66 | 14 | +52  |
| 2    | CA Pontarlier         | 91  | 30 | 18 | 7  | 5  | 47 | 29 | +18  |
| 3    | AJ Auxerre 2e rés. -1 | 86  | 30 | 18 | 3  | 9  | 58 | 35 | +23  |
| 4    | Vesoul HSF            | 81  | 30 | 14 | 9  | 7  | 42 | 27 | +15  |
| 5    | FC St-Louis Neuweg    | 80  | 30 | 15 | 5  | 10 | 47 | 32 | +15  |
| 6    | Dijon FCO rés.        | 79  | 30 | 14 | 7  | 9  | 60 | 33 | +27  |
| 7    | SC Schiltigheim       | 77  | 30 | 15 | 2  | 13 | 44 | 39 | +5   |
| 8    | Jarville JF           | 75  | 30 | 13 | 6  | 11 | 51 | 39 | +12  |
| 9    | AS Illzach Modenheim  | 72  | 30 | 12 | 6  | 12 | 52 | 49 | +3   |
| 10   | US Forbach            | 71  | 30 | 12 | 5  | 13 | 44 | 37 | +7   |
| 11   | AS Belfort Sud P      | 71  | 30 | 10 | 11 | 9  | 40 | 42 | -2   |
| 12   | ES Thaon P            | 70  | 30 | 10 | 10 | 10 | 37 | 41 | -4   |
| 13   | SR Saint-Dié          | 53  | 30 | 6  | 5  | 19 | 29 | 63 | -34  |
| 14   | Chaumont FC P         | 51  | 30 | 5  | 6  | 19 | 20 | 54 | -34  |
| 15   | FC Steinseltz P       | 49  | 30 | 5  | 4  | 21 | 25 | 79 | -54  |
| 16   | GS Neuves-Maisons P   | 43  | 30 | 2  | 7  | 21 | 21 | 70 | -49  |

Légende
- Montée en CFA 2012-2013
- Relégation en DH 2012-2013
- Rétrogradation administrative

R Relégué de CFA 2010-2011

P Promu de DH 2010-2011

-x Point(s) de pénalité reçu(s)

### Saison 2012-2013
Le 21 juin, Marc Keller, à la tête d'un pool d'investisseurs dont font partie Sébastien Loeb, Egon Gindorf et Ivan Hašek, rachète le club pour un euro symbolique.

#### Avant-saison
| Date            | Rencontre                     | Rés. |
| --------------- | ----------------------------- | ---- |
| 14 juillet 2012 | RCS - SR Colmar               | 1-0  |
| 18 juillet 2012 | RCS - SAS Épinal              | 0-0  |
| 21 juillet 2012 | RCS - US Sarre-Union          | 3-0  |
| 22 juillet 2012 | FC Mulhouse - RCS             | 3-2  |
| 25 juillet 2012 | RCS - Karlsruher SC II        | 0-0  |
| 28 juillet 2012 | Haguenau - RCS                | 2-4  |
| 29 juillet 2012 | Sélection de Schirrhein - RCS | 1-4  |
| 1er août 2012   | RCS - Amnéville               | 2-1  |
| 4 août 2012     | RCS - Sochaux II              | 1-0  |
| 5 août 2012     | SC Schiltigheim - RCS         | 3-3  |

#### Championnat
| Calendrier 2012-2013 du RC Strasbourg Alsace | Calendrier 2012-2013 du RC Strasbourg Alsace | Calendrier 2012-2013 du RC Strasbourg Alsace | Calendrier 2012-2013 du RC Strasbourg Alsace | Calendrier 2012-2013 du RC Strasbourg Alsace | Calendrier 2012-2013 du RC Strasbourg Alsace | Calendrier 2012-2013 du RC Strasbourg Alsace | Calendrier 2012-2013 du RC Strasbourg Alsace |
| Matches aller                                | Matches aller                                | Matches aller                                | Matches aller                                | Matches retour                               | Matches retour                               | Matches retour                               | Matches retour                               |
| J                                            | Date                                         | Affiche                                      | Score                                        | J                                            | Date                                         | Affiche                                      | Score                                        |
| -------------------------------------------- | -------------------------------------------- | -------------------------------------------- | -------------------------------------------- | -------------------------------------------- | -------------------------------------------- | -------------------------------------------- | -------------------------------------------- |
| J1                                           | 11 août 2012                                 | RCSA - USR                                   | 2-0                                          | J17                                          | 2 février 2013                               | PSG II - RCSA                                | 0-0                                          |
| J2                                           | 19 août 2012                                 | FCSM II - RCSA                               | 0-0                                          | J21                                          | 24 février 2013                              | ASNL II - RCSA                               | 1-0                                          |
| J3                                           | 25 août 2012                                 | RCSA - Jura Sud                              | 1-1                                          | J22                                          | 2 mars 2013                                  | RCSA - FCVB                                  | 4-0                                          |
| J4                                           | 1er septembre 2012                           | AS Moulins - RCSA                            | 1-1                                          | J23                                          | 9 mars 2013                                  | FCMB - RCSA                                  | 2-0                                          |
| J5                                           | 8 septembre 2012                             | RCSA - ASNL II                               | 2-2                                          | J19                                          | 13 mars 2013                                 | Jura Sud - RCSA                              | 1-1                                          |
| J6                                           | 15 septembre 2012                            | FCVB - RCSA                                  | 2-3                                          | J24                                          | 16 mars 2013                                 | RCSA - MDA Foot                              | 2-1                                          |
| J7                                           | 22 septembre 2012                            | RCSA - FCMB                                  | 3-0                                          | J25                                          | 23 mars 2013                                 | UJAM Paris - RCSA                            | 1-1                                          |
| J8                                           | 7 octobre 2012                               | MDA Foot - RCSA                              | 1-0                                          | J26                                          | 30 mars 2013                                 | AJA II - RCSA                                | 0-2                                          |
| J9                                           | 20 octobre 2012                              | RCSA - UJAM Paris                            | 2-1                                          | J27                                          | 6 avril 2013                                 | RCSA - FCM                                   | 0-0                                          |
| J10                                          | 3 novembre 2012                              | RCSA - AJA II                                | 2-2                                          | J20                                          | 10 avril 2013                                | RCSA - AS Moulins                            | 0-4                                          |
| J11                                          | 24 novembre 2012                             | FCM - RCSA                                   | 1-1                                          | J28                                          | 13 avril 2013                                | ASY - RCSA                                   | 0-1                                          |
| J12                                          | 1er décembre 2012                            | RCSA - ASY                                   | 0-2                                          | J29                                          | 20 avril 2013                                | RCSA - USS-U                                 | 2-0                                          |
| J13                                          | 8 décembre 2012                              | USS-U - RCSA                                 | 1-0                                          | J30                                          | 27 avril 2013                                | Duchère - RCSA                               | 1-5                                          |
| J15                                          | 22 décembre 2012                             | ASM Belfort - RCSA                           | 0-1                                          | J31                                          | 4 mai 2013                                   | RCSA - ASM Belfort                           | 2-1                                          |
| J14                                          | 5 janvier 2013                               | RCSA - Duchère                               | 1-0                                          | J32                                          | 11 mai 2013                                  | GF38 - RCSA                                  | 0-1                                          |
| J16                                          | 12 janvier 2013                              | RCSA - GF38                                  | 2-0                                          | J33                                          | 18 mai 2013                                  | RCSA - PSG II                                | 1-1                                          |
| J18                                          | 26 janvier 2013                              | RCSA - FCSM II                               | 1-0                                          | J34                                          | 2 juin 2013                                  | USR - RCSA                                   | 2-3                                          |

Le 26 janvier 2013 face au FC Mulhouse, lors d'un derby alsacien, le Racing s'impose et pulvérise le record d'affluence de CFA, le portant à 20 044 spectateurs.
Le 10 avril 2013, le Racing subit la plus lourde défaite de la saison (0-4, 20e journée) : les espoirs de montée semblent anéantis. Mais le RCSA amorce alors une série de 6 matchs sans défaite (5 victoires et 1 nul) avant de se présenter devant le solide leader raonnais pour le dernier match de la saison.
Ce dernier n'a besoin que d'un nul pour remporter le titre alors que Strasbourg doit absolument gagner. En fin de première mi-temps, Benedick débloque le score pour Strasbourg sur une ouverture de Jean-Philippe Sabo. À la 68e, le même Sabo offre une passe décisive à Amofa. À la 88e, David Ledy, entré 22 minutes plus tôt, ajoute un troisième but au compteur. Le match semble alors plié mais les strasbourgeois se relâchent : ils encaissent un but de Ketlas sur l'engagement suivant puis un autre d'Hamzaoui sur penalty à la 92 min. Le Racing l'emporte pourtant.
Le RCSA coiffe ainsi l'USR sur le fil sans jamais avoir été leader dans la saison et accède en National.
| Rang | Équipe                     | Pts | J  | G  | N  | P  | Bp | Bc | Diff |
| ---- | -------------------------- | --- | -- | -- | -- | -- | -- | -- | ---- |
| 1    | RC Strasbourg P            | 96  | 34 | 17 | 11 | 6  | 47 | 29 | +18  |
| 2    | US Raon                    | 96  | 34 | 17 | 11 | 6  | 53 | 31 | +22  |
| 3    | Grenoble Foot 38 P -4      | 92  | 34 | 17 | 11 | 6  | 63 | 30 | +33  |
| 4    | AS Lyon-Duchère            | 89  | 34 | 15 | 10 | 9  | 49 | 39 | +10  |
| 5    | AS Moulins                 | 88  | 34 | 14 | 12 | 8  | 51 | 36 | +15  |
| 6    | FC Mulhouse                | 87  | 34 | 15 | 8  | 11 | 46 | 39 | +7   |
| 7    | FC Villefranche Beaujolais | 81  | 34 | 12 | 11 | 11 | 44 | 42 | +2   |
| 8    | PSG II rés.                | 78  | 34 | 10 | 14 | 10 | 44 | 49 | -5   |
| 9    | Jura Sud Foot              | 77  | 34 | 10 | 13 | 11 | 31 | 38 | -7   |
| 10   | AS Yzeure                  | 77  | 34 | 11 | 10 | 13 | 37 | 35 | +2   |
| 11   | FC Sochaux II rés.         | 74  | 34 | 10 | 10 | 14 | 30 | 34 | -4   |
| 12   | US Sarre-Union             | 74  | 34 | 10 | 10 | 14 | 28 | 52 | -24  |
| 13   | ASM Belfort FC             | 72  | 34 | 9  | 11 | 14 | 31 | 37 | -6   |
| 14   | FC Montceau Bourgogne P    | 72  | 34 | 10 | 8  | 16 | 30 | 43 | -13  |
| 15   | Monts d'Or Azergues Foot   | 71  | 34 | 10 | 7  | 17 | 37 | 47 | -10  |
| 16   | AJ Auxerre II rés.         | 71  | 34 | 9  | 10 | 15 | 29 | 52 | -23  |
| 17   | UJAM Paris                 | 69  | 34 | 7  | 14 | 13 | 25 | 33 | -8   |
| 18   | AS Nancy Lorraine II rés.  | 67  | 34 | 8  | 9  | 17 | 42 | 51 | -9   |

Légende
- Montée en National 2013-2014
- Relégation (4 derniers du groupe) en CFA 2 2013-2014
- Relégation (2 moins bons 14e des 4 groupes de CFA) en CFA 2 2013-2014
- Demi-finales du championnat de France 
des réserves professionnelles
- (R) : Relégué de National 2011-2012
- (P) : Promu de CFA 2 2011-2012
- -x : Point(s) de pénalité reçu(s)

### Saison 2013-2014

#### Championnat
Le 11 avril 2014 en championnat  lors du derby alsacien face au SR Colmar, le Racing bat le record d'affluence de National, le portant à 20 403 spectateurs.
| Calendrier 2013-2014 du Racing Club Strasbourg Alsace | Calendrier 2013-2014 du Racing Club Strasbourg Alsace | Calendrier 2013-2014 du Racing Club Strasbourg Alsace | Calendrier 2013-2014 du Racing Club Strasbourg Alsace | Calendrier 2013-2014 du Racing Club Strasbourg Alsace | Calendrier 2013-2014 du Racing Club Strasbourg Alsace | Calendrier 2013-2014 du Racing Club Strasbourg Alsace | Calendrier 2013-2014 du Racing Club Strasbourg Alsace |
| Matches aller                                         | Matches aller                                         | Matches aller                                         | Matches aller                                         | Matches retour                                        | Matches retour                                        | Matches retour                                        | Matches retour                                        |
| J                                                     | Date                                                  | Affiche                                               | Score                                                 | J                                                     | Date                                                  | Affiche                                               | Score                                                 |
| ----------------------------------------------------- | ----------------------------------------------------- | ----------------------------------------------------- | ----------------------------------------------------- | ----------------------------------------------------- | ----------------------------------------------------- | ----------------------------------------------------- | ----------------------------------------------------- |
| J1                                                    | 9 août 2013                                           | Red Star - RCSA                                       | 0-0                                                   | J18                                                   | 25 janvier 2014                                       | Uzès - RCSA                                           | 0-0                                                   |
| J2                                                    | 16 août 2013                                          | RCSA - Uzès                                           | 2-0                                                   | J19                                                   | 13 janvier 2014                                       | RCSA - Fréjus                                         | 2-0                                                   |
| J3                                                    | 23 août 2013                                          | Fréjus - RCSA                                         | 1-0                                                   | J20                                                   | 7 février 2014                                        | RCSA - GFCA                                           | 1-1                                                   |
| J4                                                    | 30 août 2013                                          | GFCA - RCSA                                           | 2-0                                                   | J21                                                   | 15 février 2014                                       | Vannes - RCSA                                         | 3-2                                                   |
| J5                                                    | 7 septembre 2013                                      | RCSA - Vannes                                         | 2-0                                                   | J22                                                   | 1er mars 2014                                         | RCSA - PFC                                            | 0-2                                                   |
| J6                                                    | 13 septembre 2013                                     | PFC - RCSA                                            | 2-0                                                   | J23                                                   | 7 mars 2014                                           | Luçon - RCSA                                          | 1-0                                                   |
| J7                                                    | 20 septembre 2013                                     | RCSA - Luçon                                          | 1-1                                                   | J24                                                   | 14 mars 2014                                          | RCSA - USB                                            | 1-1                                                   |
| J8                                                    | 27 septembre 2013                                     | USB - RCSA                                            | 1-0                                                   | J25                                                   | 21 mars 2014                                          | LAP - RCSA                                            | 2-1                                                   |
| J9                                                    | 4 octobre 2013                                        | RCSA - LAP                                            | 2-2                                                   | J26                                                   | 28 mars 2014                                          | RCSA - Amiens                                         | 0-1                                                   |
| J10                                                   | 18 octobre 2013                                       | Amiens - RCSA                                         | 1-1                                                   | J27                                                   | 4 avril 2014                                          | USJAC - RCSA                                          | 1-0                                                   |
| J11                                                   | 1er novembre 2013                                     | RCSA - USJAC                                          | 1-1                                                   | J28                                                   | 11 avril 2014                                         | RCSA - SRC                                            | 1-2                                                   |
| J12                                                   | 8 novembre 2013                                       | SRC - RCSA                                            | 2-1                                                   | J29                                                   | 18 avril 2014                                         | Orléans - RCSA                                        | 1-1                                                   |
| J13                                                   | 22 novembre 2013                                      | RCSA - Orléans                                        | 1-0                                                   | J30                                                   | 25 avril 2014                                         | RCSA - Bourg                                          | 3-2                                                   |
| J14                                                   | 29 novembre 2013                                      | Bourg - RCSA                                          | 2-1                                                   | J31                                                   | 2 mai 2014                                            | VPVF - RCSA                                           | 1-3                                                   |
| J15                                                   | 13 décembre 2013                                      | RCSA - VPVF                                           | 1-3                                                   | J32                                                   | 9 mai 2014                                            | RCSA - USLD                                           | 3-0                                                   |
| J16                                                   | 20 décembre 2013                                      | USLD - RCSA                                           | 0-0                                                   | J33                                                   | 16 mai 2014                                           | USC - RCSA                                            | 2-1                                                   |
| J17                                                   | 10 janvier 2014                                       | RCSA - USC                                            | 2-0                                                   | J34                                                   | 23 mai 2014                                           | RCSA - Red Star                                       | 2-2                                                   |

- Promotion en Ligue 2 2014-2015
- Clubs repêchés en National
- Retrait des championnats de l'équipe première
- Rétrogradation administrative
- -x : Points de pénalité reçus

| Rang | Équipe                        | Pts | J  | G  | N  | P  | Bp | Bc | Diff |
| ---- | ----------------------------- | --- | -- | -- | -- | -- | -- | -- | ---- |
| 1    | US Orléans LF                 | 65  | 34 | 17 | 14 | 3  | 46 | 22 | +24  |
| 2    | Luzenac AP                    | 63  | 34 | 17 | 12 | 5  | 51 | 30 | +21  |
| 3    | GFC Ajaccio                   | 60  | 34 | 17 | 9  | 8  | 45 | 27 | +18  |
| 4    | SR Colmar                     | 50  | 34 | 13 | 11 | 10 | 37 | 39 | -2   |
| 5    | USL Dunkerque                 | 50  | 34 | 12 | 14 | 8  | 35 | 30 | +5   |
| 6    | Amiens SC                     | 49  | 34 | 12 | 13 | 9  | 32 | 24 | +8   |
| 7    | Red Star FC                   | 48  | 34 | 12 | 12 | 10 | 37 | 33 | +4   |
| 8    | USJA Carquefou                | 47  | 34 | 11 | 14 | 9  | 32 | 30 | +2   |
| 9    | Paris FC                      | 46  | 34 | 11 | 13 | 10 | 32 | 27 | +5   |
| 10   | EFC Fréjus Saint-Raphaël -2   | 44  | 34 | 12 | 10 | 12 | 35 | 35 | 0    |
| 11   | FC Bourg-Péronnas             | 43  | 34 | 11 | 10 | 13 | 38 | 45 | -7   |
| 12   | Vendée Luçon Football         | 41  | 34 | 10 | 11 | 13 | 32 | 41 | -9   |
| 13   | Vendée Poiré-sur-Vie Football | 41  | 34 | 11 | 8  | 15 | 37 | 52 | -15  |
| 14   | US Boulogne                   | 40  | 34 | 11 | 7  | 16 | 36 | 40 | -4   |
| 15   | US Colomiers                  | 39  | 34 | 10 | 9  | 15 | 39 | 39 | 0    |
| 16   | RC Strasbourg                 | 35  | 34 | 8  | 11 | 15 | 36 | 40 | -4   |
| 17   | Vannes OC -3                  | 29  | 34 | 6  | 14 | 14 | 35 | 45 | -10  |
| 18   | ES Uzès Pont du Gard          | 23  | 34 | 5  | 8  | 21 | 25 | 61 | -36  |

#### Buteurs

##### Championnat
- 8 buts : Dimitri Liénard,
- 6 buts : Alexandre Mendy,
- 5 buts : Sebastián Ribas,
- 3 buts :  Brian Amofa, Julien Perrin,
- 2 buts : Anthony Sichi, Benjamin Genghini, Jean-Philippe Sabo,
- 1 but : Abdelhak Belhameur, Alexandre Gisselbrecht, David Ledy, Milovan Sikimić.

##### Coupe de France
- 6 buts : David Ledy,
- 2 buts : Yann Benedick,
- 1 but : Anthony Sichi, Brian Amofa, Jérémy Grimm, Robin Binder, Stéphane Noro.

### Saison 2014-2015
Le budget du Racing est de 5,3 millions d'euros cette saison.

#### Championnat
Au courant du championnat le Racing bat comme l'année passée le record d'affluence pour un match de national contre la même équipe du SR Colmar avec 25 096 spectateurs. Et lors de l'ultime journée le 22 mai 2015, le stade de la Meinau fait comble contre l'US Colomiers avec 26 724 spectateurs ce qui constitue le nouveau record pour un match à ce niveau. C'est aussi la septième victoire d'affilée de Strasbourg qui termine meilleure équipe de la seconde phase du championnat avec 41 points sur 51 possibles. Il manque cependant un point à l'équipe pour monter en ligue 2 alors même qu'elle a engrangé 65 points sur l'ensemble de la saison. Ce qui constitue en lui-même un record de national à 18 équipes parce que c'est la première fois qu'une équipe ayant 65 points ne termine que quatrième.
| Calendrier 2014-2015 du Racing Club Strasbourg Alsace | Calendrier 2014-2015 du Racing Club Strasbourg Alsace | Calendrier 2014-2015 du Racing Club Strasbourg Alsace | Calendrier 2014-2015 du Racing Club Strasbourg Alsace | Calendrier 2014-2015 du Racing Club Strasbourg Alsace | Calendrier 2014-2015 du Racing Club Strasbourg Alsace | Calendrier 2014-2015 du Racing Club Strasbourg Alsace | Calendrier 2014-2015 du Racing Club Strasbourg Alsace |
| Matches aller                                         | Matches aller                                         | Matches aller                                         | Matches aller                                         | Matches retour                                        | Matches retour                                        | Matches retour                                        | Matches retour                                        |
| J                                                     | Date                                                  | Affiche                                               | Score                                                 | J                                                     | Date                                                  | Affiche                                               | Score                                                 |
| ----------------------------------------------------- | ----------------------------------------------------- | ----------------------------------------------------- | ----------------------------------------------------- | ----------------------------------------------------- | ----------------------------------------------------- | ----------------------------------------------------- | ----------------------------------------------------- |
| J1                                                    | 8 août 2014                                           | Colomiers - RCSA                                      | 1-3                                                   | J18                                                   | 16 janvier 2015                                       | Épinal - RCSA                                         | 2-2                                                   |
| J2                                                    | 15 août 2014                                          | RCSA - Épinal                                         | 1-0                                                   | J19                                                   | 30 janvier 2015                                       | RCSA - Paris FC                                       | 2-1                                                   |
| J3                                                    | 22 août 2014                                          | Paris FC - RCSA                                       | 1-1                                                   | J20                                                   | 27 février 2015                                       | Boulogne - RCSA                                       | 1-2                                                   |
| J4                                                    | 29 août 2012                                          | RCSA - Boulogne                                       | 0-0                                                   | J21                                                   | 13 février 2015                                       | RCSA - Colmar                                         | 3-1                                                   |
| J5                                                    | 6 septembre 2014                                      | Colmar - RCSA                                         | 3-3                                                   | J22                                                   | 20 février 2015                                       | Marseille C. - RCSA                                   | 1-1                                                   |
| J6                                                    | 12 septembre 2014                                     | RCSA - Marseille C.                                   | 2-0                                                   | J23                                                   | 6 mars 2015                                           | RCSA - Bourg P.                                       | 1-0                                                   |
| J7                                                    | 19 septembre 2014                                     | Bourg P. - RCSA                                       | 3-0                                                   | J24                                                   | 13 mars 2015                                          | CA Bastia - RCSA                                      | 1-0                                                   |
| J8                                                    | 26 septembre 2014                                     | RCSA - CA Bastia                                      | 1-0                                                   | J25                                                   | 20 mars 2015                                          | RCSA - Le Poiré                                       | 1-0                                                   |
| J9                                                    | 3 octobre 2014                                        | Le Poiré - RCSA                                       | 1-0                                                   | J26                                                   | 27 mars 2015                                          | RCSA - Chambly                                        | 2-0                                                   |
| J10                                                   | 18 octobre 2014                                       | Chambly - RCSA                                        | 2-1                                                   | J27                                                   | 3 avril 2015                                          | Avranches - RCSA                                      | 2-1                                                   |
| J11                                                   | 31 octobre 2014                                       | RCSA - Avranches                                      | 1-2                                                   | J28                                                   | 10 avril 2015                                         | RCSA - Red Star                                       | 1-0                                                   |
| J12                                                   | 7 novembre 2014                                       | Red Star - RCSA                                       | 1-2                                                   | J29                                                   | 17 avril 2015                                         | Dunkerque - RCSA                                      | 0-2                                                   |
| J13                                                   | 21 novembre 2014                                      | RCSA - Dunkerque                                      | 0-0                                                   | J30                                                   | 24 avril 2015                                         | RCSA - Istres                                         | 4-1                                                   |
| J14                                                   | 28 novembre 2014                                      | Istres - RCSA                                         | 0-1                                                   | J31                                                   | 1er mai 2015                                          | Fréjus - RCSA                                         | 0-2                                                   |
| J15                                                   | 12 décembre 2014                                      | RCSA - Fréjus                                         | 0-1                                                   | J32                                                   | 8 mai 2015                                            | RCSA - Amiens SC                                      | 2-1                                                   |
| J16                                                   | 18 décembre 2014                                      | Amiens - RCSA                                         | 1-1                                                   | J33                                                   | 15 mai 2015                                           | Luçon - RCSA                                          | 1-3                                                   |
| J17                                                   | 9 janvier 2015                                        | RCSA - Luçon                                          | 1-1                                                   | J34                                                   | 22 mai 2015                                           | RCSA - Colomiers                                      | 2-0                                                   |

- Promotion en Ligue 2 2015-2016
- Relégation extra-sportive
- Repêchage
- Relégation en CFA 2015-2016

- P : Promu de CFA 2013-2014
- R : Relégué de Ligue 2 2013-2014

| Rang | Équipe                   | Pts | J  | G  | N  | P  | Bp | Bc | Diff |
| ---- | ------------------------ | --- | -- | -- | -- | -- | -- | -- | ---- |
| 1    | Red Star FC              | 70  | 34 | 21 | 7  | 6  | 68 | 30 | +38  |
| 2    | Paris FC                 | 66  | 34 | 19 | 9  | 6  | 50 | 28 | +22  |
| 3    | FC Bourg-Péronnas        | 66  | 34 | 20 | 6  | 8  | 57 | 25 | +32  |
| 4    | RC Strasbourg            | 65  | 34 | 19 | 8  | 7  | 50 | 29 | +21  |
| 5    | Vendée Luçon Football    | 58  | 34 | 15 | 13 | 6  | 40 | 25 | +15  |
| 6    | USL Dunkerque            | 52  | 34 | 14 | 10 | 10 | 38 | 31 | +7   |
| 7    | US Boulogne CO           | 50  | 34 | 13 | 11 | 10 | 49 | 39 | +10  |
| 8    | ÉFC Fréjus Saint-Raphaël | 49  | 34 | 12 | 13 | 9  | 42 | 38 | +4   |
| 9    | Sports réunis Colmar     | 48  | 34 | 13 | 9  | 12 | 41 | 44 | -3   |
| 10   | US Avranches P           | 46  | 34 | 12 | 10 | 12 | 42 | 38 | +4   |
| 11   | Consolat Marseille P     | 43  | 34 | 12 | 7  | 15 | 41 | 55 | -14  |
| 12   | Amiens SC                | 41  | 34 | 10 | 11 | 13 | 45 | 48 | -3   |
| 13   | Le Poiré-sur-Vie VF      | 41  | 34 | 10 | 11 | 13 | 36 | 44 | -8   |
| 14   | FC Chambly P             | 37  | 34 | 9  | 10 | 15 | 42 | 54 | -12  |
| 15   | CA Bastia R              | 34  | 34 | 6  | 16 | 12 | 34 | 42 | -8   |
| 16   | US Colomiers             | 25  | 34 | 6  | 10 | 18 | 26 | 54 | -28  |
| 17   | FC Istres R              | 22  | 34 | 4  | 10 | 20 | 27 | 61 | -34  |
| 18   | SAS Épinal P             | 15  | 34 | 2  | 9  | 23 | 30 | 73 | -43  |

#### Buteurs

##### Championnat
- 12 buts : Jérémy Blayac,
- 7 buts : Allassane N'Diaye,
- 5 buts : Dimitri Liénard,
- 4 buts : Stéphane Bahoken,
- 3 buts : Baye N'Doye, Frédéric Marques, Jean-Philippe Sabo, Jérémy Grimm,
- 2 buts : Abdelhak Belhameur, Ernest Seka,
- 1 but : Marc Fachan, Yohann Salmier.

##### Coupe de France
- 3 buts : Dimitri Liénard, Stéphane Bahoken,
- 2 buts : Abdallah N'Dour, Abdelhak Belhameur, Mayoro N'Doye,
- 1 but : Alassane N'Diaye, Jean-Philippe Sabo, Loris Ieraci.

#### Affluences
Les meilleures affluences du RC Strasbourg constituent également les meilleures du championnat. Le club bat deux fois le record de l'année précédente, dont il était déjà détenteur.
| Rang | Match                              | Journée | date     | Affluence |
| ---- | ---------------------------------- | ------- | -------- | --------- |
| 1    | RC Strasbourg - US Colomiers       | J34     | 22.05.15 | 27 820    |
| 2    | RC Strasbourg - SR Colmar          | J21     | 13.02.15 | 25 096    |
| 3    | RC Strasbourg - Amiens SC          | J32     | 08.05.15 | 15 416    |
| 4    | RC Strasbourg - Red Star           | J28     | 10.04.15 | 14 542    |
| 5    | RC Strasbourg - FC Bourg-Péronnas  | J23     | 06.03.15 | 14 203    |
| 6    | RC Strasbourg - FC Istres OP       | J30     | 24.04.15 | 13 440    |
| 7    | RC Strasbourg - US Boulogne CO     | J4      | 29.08.14 | 12 346    |
| 8    | RC Strasbourg - Marseille Consolat | J6      | 12.09.14 | 11 058    |
| 9    | RC Strasbourg - SAS Épinal         | J2      | 15.08.14 | 11 022    |
| 10   | RC Strasbourg - CA Bastia          | J8      | 26.09.14 | 10 592    |

### Saison 2015-2016
La saison 2015-2016 est la trentième saison amateur du RC Strasbourg et sa quatrième disputée en National.
Jacky Duguépéroux, entraîneur depuis mars 2014, prolonge son contrat d'un an.

#### Avant-saison
Le 11 juillet 2015, au stade municipal de Weyersheim, les Strasbourgeois s'en vont battre par un but à zéro l'équipe réserve du Bayern Munich pour ce qui est le premier match de préparation de la saison pour les Alsaciens. Trois jours plus tard, le 14 juillet 2015, ils reçoivent l'Union Sportive de Sarre-Union pour le second match au stade d'Oberhausbergen. Les joueurs de l'Alsace Bossue, honorables pensionnaires de CFA l'année passée, sont battus sur le score de cinq buts à un pour leur premier match de préparation
| Date            | Rencontre              | Rés. |
| --------------- | ---------------------- | ---- |
| 11 juillet 2015 | RCS - Bayern Munich II | 1-0  |
| 14 juillet 2015 | RCS - Sarre-Union      | 5-1  |
| 18 juillet 2015 | Schiltigheim - RCS     | 1-2  |
| 21 juillet 2015 | Haguenau - RCS         | 1-1  |
| 24 juillet 2015 | RCS - Nancy            | 1-1  |
| 29 juillet 2015 | RCS - Metz II          | 4-2  |
| 1er août 2015   | RCS - Sélection UNFP   | 7-4  |

de la saison. Trois nouveaux matchs de préparation se succèdent le 18 juillet 2015 à Still, le 21 juillet 2015 au Parc des Sports de Haguenau et le 24 juillet 2015 au stade de l'Aar à Schiltigheim. Le premier se solde par une courte victoire deux à un contre le Sporting Club Schiltigheim évoluant deux niveaux en dessous. Les buts strasbourgeois sont signés N'Dour et Kanté, les Brasseurs ayant ouvert le score par Weber à la 36e minute. Le second match oppose le Racing aux locaux du Football Club Sports Réunis Haguenau. Les deux équipes se séparent sur un match nul un partout. Le but strasbourgeois est signé Frédéric Marques. Le dernier des trois matchs oppose les Alsaciens aux Lorrains de Nancy évoluant un niveau au-dessus. Le match se termine sur un nul prometteur pour les Alsaciens. Ils ont ouvert le score à la 41e minute par Jérémy Blayac, tandis que les Lorrains leur ont répondu par Antony Robic à la 48e minute. Le mercredi 29 juillet 2015, les Strasbourgeois affrontent l'équipe réserve du football Club de Metz à Reipertswiller. Les Lorrains sont battus quatre à deux. Pour son ultime match de préparation contre l'UNFP à Eschau, le 1er août 2015, les Alsaciens remportent une large victoire sept buts à quatre.

#### Objectifs
Marc Keller annonce dès le debut de saison que « la montée doit être naturelle et inéluctable », c'est ainsi en favori que le racing va évoluer durant cette saison, car réel candidat à l'accession en Ligue 2.

#### Championnat
La première journée, en déplacement chez les Nordistes de Dunkerque, se solde par une cuisante défaite quatre à un. Tout s'est joué dans l'entame du match avec deux buts encaissés par les Strasbourgeois en deux minutes. Lors de la seconde journée, le vendredi 14 août 2015, le Racing engrange son premier point contre l'US Orléans, relégué de ligue 2, avec un match nul zéro partout. Pour son troisième match, le Racing se déplace dans l'Hérault. Il y remporte sa première victoire de la saison par deux buts à un contre l'Avenir sportif Béziers. Lors des trois journées suivantes, Strasbourg enchaîne trois matchs nuls et cale notamment deux fois à domicile contre Les Herbiers et Fréjus-St Raphaël.
| Calendrier 2015-2016 du Racing Club Strasbourg Alsace | Calendrier 2015-2016 du Racing Club Strasbourg Alsace | Calendrier 2015-2016 du Racing Club Strasbourg Alsace | Calendrier 2015-2016 du Racing Club Strasbourg Alsace | Calendrier 2015-2016 du Racing Club Strasbourg Alsace | Calendrier 2015-2016 du Racing Club Strasbourg Alsace | Calendrier 2015-2016 du Racing Club Strasbourg Alsace | Calendrier 2015-2016 du Racing Club Strasbourg Alsace |
| Matches aller                                         | Matches aller                                         | Matches aller                                         | Matches aller                                         | Matches retour                                        | Matches retour                                        | Matches retour                                        | Matches retour                                        |
| J                                                     | Date                                                  | Affiche                                               | Score                                                 | J                                                     | Date                                                  | Affiche                                               | Score                                                 |
| ----------------------------------------------------- | ----------------------------------------------------- | ----------------------------------------------------- | ----------------------------------------------------- | ----------------------------------------------------- | ----------------------------------------------------- | ----------------------------------------------------- | ----------------------------------------------------- |
| J1                                                    | 7 août 2015                                           | Dunkerque - Strasbourg                                | 4-1                                                   | J18                                                   | 15 janvier 2016                                       | Orléans - Strasbourg                                  | 0-0                                                   |
| J2                                                    | 14 août 2015                                          | Strasbourg - Orléans                                  | 0-0                                                   | J19                                                   | 29 janvier 2016                                       | Strasbourg - Béziers                                  | 3-0                                                   |
| J3                                                    | 21 août 2015                                          | Béziers - Strasbourg                                  | 1-2                                                   | J20                                                   | 5 février 2016                                        | Les Herbiers - Strasbourg                             | 0-0                                                   |
| J4                                                    | 28 août 2015                                          | Strasbourg - Les Herbiers                             | 2-2                                                   | J21                                                   | 12 février 2016                                       | Strasbourg - Sedan                                    | 2-0                                                   |
| J5                                                    | 5 septembre 2015                                      | Sedan - Strasbourg                                    | 0-0                                                   | J22                                                   | 19 février 2016                                       | Fréjus-St Raphael - Strasbourg                        | 1-0                                                   |
| J6                                                    | 11 septembre 2015                                     | Strasbourg - Fréjus-St Raphael                        | 1-1                                                   | J23                                                   | 4 mars 2016                                           | Strasbourg - Épinal                                   | 2-1                                                   |
| J7                                                    | 18 septembre 2015                                     | Épinal - Strasbourg                                   | 0-1                                                   | J24                                                   | 11 mars 2016                                          | Colmar - Strasbourg                                   | 0-3                                                   |
| J8                                                    | 25 septembre 2015                                     | Strasbourg - Colmar                                   | 1-0                                                   | J25                                                   | 18 mars 2016                                          | Strasbourg - Chambly                                  | 1-0                                                   |
| J9                                                    | 2 octobre 2015                                        | Chambly - Strasbourg                                  | 0-2                                                   | J26                                                   | 1er avril 2016                                        | Boulogne - Strasbourg                                 | 0-1                                                   |
| J10                                                   | 16 octobre 2015                                       | Strasbourg - Boulogne                                 | 2-0                                                   | J27                                                   | 8 avril 2016                                          | Strasbourg - Châteauroux                              | 1-1                                                   |
| J11                                                   | 30 octobre 2015                                       | Châteauroux - Strasbourg                              | 0-1                                                   | J28                                                   | 15 avril 2016                                         | Consolat - Strasbourg                                 | 0-0                                                   |
| J12                                                   | 6 novembre 2015                                       | Strasbourg - Consolat                                 | 0-0                                                   | J29                                                   | 22 avril 2016                                         | Strasbourg - Luçon                                    | 1-1                                                   |
| J13                                                   | 4 décembre 2015                                       | Luçon - Strasbourg                                    | 1-0                                                   | J30                                                   | 29 avril 2016                                         | Avranches - Strasbourg                                | 0-0                                                   |
| J14                                                   | 27 novembre 2015                                      | Strasbourg - Avranches                                | 1-0                                                   | J31                                                   | 6 mai 2016                                            | Strasbourg - CA Bastia                                | 3-0                                                   |
| J15                                                   | 11 décembre 2015                                      | CA Bastia - Strasbourg                                | 1-0                                                   | J32                                                   | 13 mai 2016                                           | Strasbourg - Amiens                                   | 0-1                                                   |
| J16                                                   | 18 décembre 2015                                      | Amiens - Strasbourg                                   | 2-0                                                   | J33                                                   | 27 mai 2016                                           | Belfort - Strasbourg                                  | 0-0                                                   |
| J17                                                   | 8 janvier 2016                                        | Strasbourg - Belfort                                  | 2-0                                                   | J34                                                   | 3 juin 2016                                           | Strasbourg - Dunkerque                                | 2-2                                                   |

Lors de la septième journée, les Strasbourgeois remportent leur deuxième victoire à l'extérieur contre Épinal. Le derby contre Colmar est remporté par le Racing qui par la même occasion enchaîne deux victoires de rang, signe son premier succès à domicile de la saison et pointe à la cinquième place du championnat à quelques points du podium. La neuvième journée voit les Strasbourgeois enchainer une troisième victoire lors de leur déplacement à Chambly. Celle-ci les amène à la troisième place du classement et les fait monter sur le podium pour la première fois de la saison et ne le quittera plus. Face à Boulogne pour la dixième journée, le Racing conforte sa place sur le podium. Lors du déplacement à Châteauroux, l'équipe signe sa cinquième victoire consécutive et se distingue en n'ayant plus encaissé de but en championnat depuis la 6e journée face à Fréjus. Cette série sera la meilleure de la saison et l'équipe est alors classée deuxième.
La douzième journée voit le Racing se déplacer sur le terrain de Marseille Consolat où il décroche un match nul avant un retour au stade de la Meinau pour affronter Avranches et décrocher la septième victoire de la saison pour la quatorzième journée (matches de la treizième journée reportés).
Le mois de décembre s'avère catastrophique pour le club qui enchaine trois défaites consécutives juste avant la trêve contre Luçon, Bastia et Amiens, plus mauvaise série de la saison. L'équipe glisse à la troisième place. À la reprise, Strasbourg démarre sur une victoire face au promu Belfort et conclu ainsi la phase de matches aller en décrochant la première place du classement.
Le Racing démarre la deuxième phase par deux victoires (contre Béziers et Sedan) et deux matches nul (contre Orléans et Les Herbiers).
Lors de la vingt-deuxième journée, Strasbourg s'incline sur le terrain de Fréjus Saint-Raphaël et perd sa place de leader.
Les Strasbourgeois enchainent alors une série quatre victoires consécutives contre Epinal, Colmar, Chambly puis Boulogne. Ils récupèrent la place de leader à la vingt-quatrième journée pour ne plus la lâcher jusqu'à la fin du championnat. S'ensuivent quatre matches nul face à Châteauroux, Consolat, Luçon et Avranches. La trente-et-unième journée voit le Racing s'imposer contre le CA Bastia.
Lors de la journée suivante, le club a la possibilité de valider sa montée en cas de match nul contre Amiens. Mais l'équipe s'incline dans les tout derniers instants de la rencontre et doit encore patienter.
La montée est validée le 27 mai à Belfort au sortir d'un match nul. Le Racing remporte par le même occasion le titre de champion de France du National.
La saison s’achève à la Meinau sur un nouveau match nul face à Dunkerque.

##### Buteurs
- 8 buts : Jérémy Blayac,
- 6 buts : Stéphane Bahoken,
- 5 buts : Denis Bouanga,
- 4 buts : Ladislas Douniama,
- 2 buts : Dimitri Liénard, Abdallah N'Dour, Felipe Saad,
- 1 but : Abdelhak Belahmeur, Jérémy Grimm, Massiré Kanté, Mayoro N'Doye, Ihsan Sacko.

##### Affluences
Cette saison aura marqué des records quant au nombre d'abonnements, car le club en compte 4700, ce qui bat son précédent record de National.
Par ailleurs, l'affluence moyenne à la Meinau aura été de plus de 15000 spectateurs, ce qui aurait classé le club en seconde position de Ligue 2, et quinzième toutes divisions confondues.
| Rang | Match                             | Journée | date     | Affluence |
| ---- | --------------------------------- | ------- | -------- | --------- |
| 1    | RC Strasbourg - US Dunkerque      | J34     | 03.07.16 | 26 145    |
| 2    | RC Strasbourg - Amiens SC         | J32     | 13.06.16 | 26 053    |
| 3    | RC Strasbourg - SR Colmar         | J8      | 25.09.15 | 26 022    |
| 4    | RC Strasbourg - CA Bastia         | J31     | 06.05.16 | 23 574    |
| 5    | RC Strasbourg - Luçon VF          | J29     | 22.04.16 | 19 292    |
| 6    | RC Strasbourg - LB Châteauroux    | J27     | 08.04.16 | 14 907    |
| 7    | RC Strasbourg - ASM Belfort       | J17     | 08.01.16 | 14 713    |
| 8    | RC Strasbourg - FC Chambly Thelle | J25     | 18.03.16 | 14 314    |
| 9    | RC Strasbourg - Orléans           | J2      | 14.08.15 | 13 561    |
| 10   | RC Strasbourg - Les Herbiers      | J4      | 28.08.15 | 12 742    |

### Issue de la saison
À l'issue de cette saison, le RCSA quitte pour la première fois depuis 2011 le niveau amateur, pour retrouver le monde du football professionnel.

#### Coupe de France

##### Buteurs
- 2 buts : Oumar Pouye,
- 1 but : Jérémy Blayac, Yoann Salmier.